# Берніція
Берніція (англосакс.: Bernice, Beornice; лат. Bernicia) — англосаксонське королівство, утворене англами, що оселились тут у 6 столітті. Нині — територія південносхідної Шотландії та північно-східної Англії.
Територія Берніції приблизно відповідає сучасним англійським графствам Нортумберленд і Дарем, а також колишнім шотландським графствам Бервікшир та Східна Лотія, що простягається від річки Форт до річки Тіс. На початку 7 століття Берніцію було об'єднано з її південним сусідом — королівством Дейра, і сформовано нове королівство Нортумбрія, межі якого згодом були значно розширені.

## Правителі Берніції
- Іда син Еоппа (547—559)
- Ґлаппа син Іди (559—560)
- Адда син Іди (560—568)
- Етельрік син Іди (568—572)
- Теодрік син Іди (572—579)
- Фрітувальд (579—585)
- Гусса (585—593)
- Етельфріт (593—616)
- Енфріт син Етельфріта (633—634)

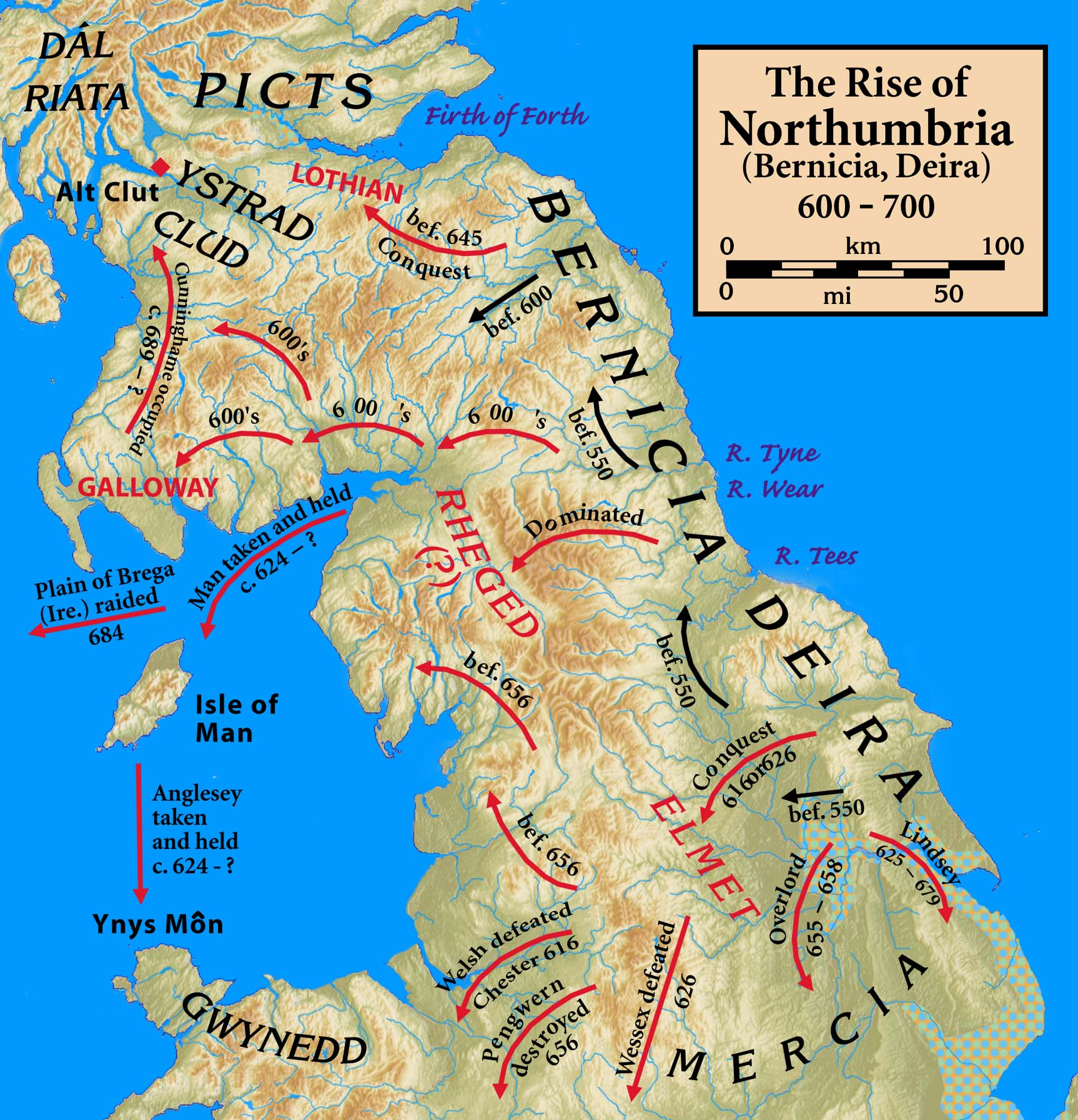
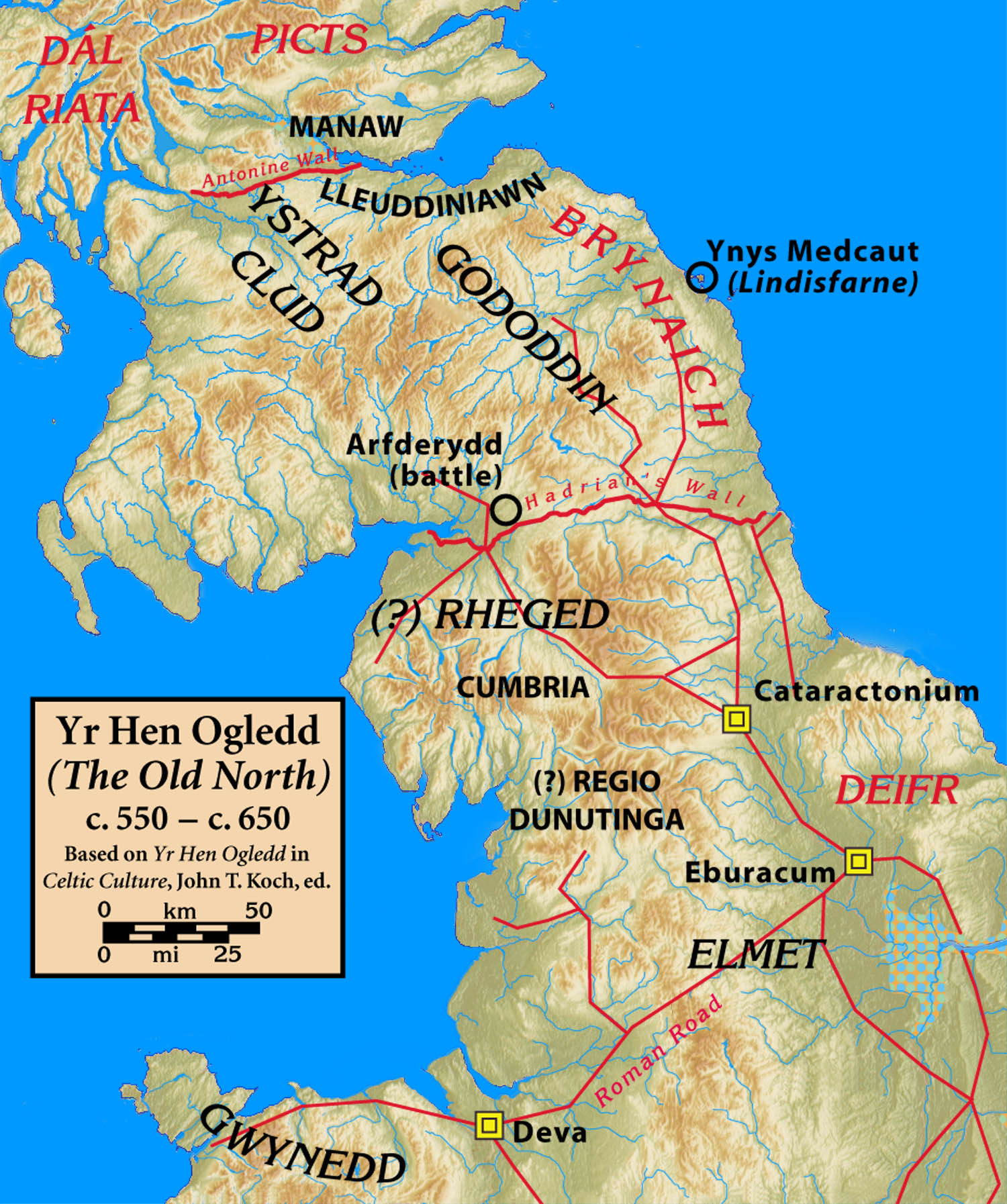
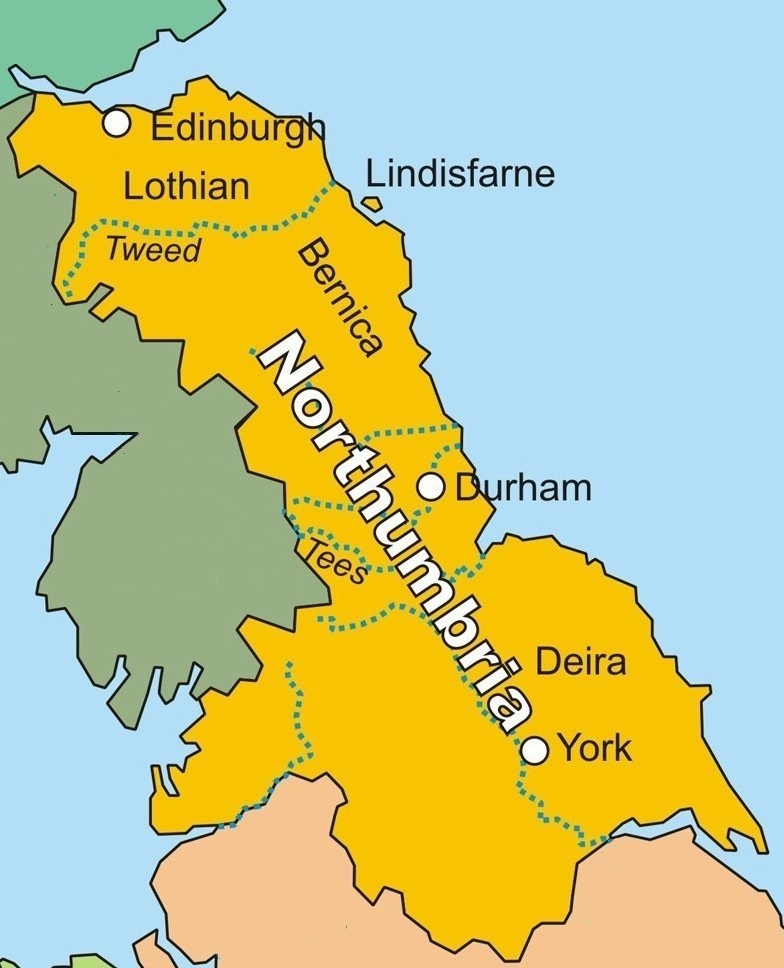
Берніція у складі Королівства Нортумбрія, 802 рік